# Riserva naturale Foci dello Stella
La riserva naturale Foci dello Stella è un'area naturale protetta del Friuli-Venezia Giulia istituita nel 1996. La riserva comprende l'estuario del fiume Stella e
occupa una superficie di 1.377 ha nella provincia di Udine.